# Rohožnícky potok
Rohožnícky potok je potok na Záhoří, ve východní části okresu Malacky. Je to pravostranný přítok Rudavky, měří 6,7 km a je vodním tokem V. řádu.

## Pramen
Pramení v Malých Karpatech, v podcelku Pezinské Karpaty, v části Biele hory, na severním svahu Horného vrchu (643,1 m n. m.) v nadmořské výšce kolem 425 m n. m.

## Popis toku
Od pramene teče nejprve obloukem na severozápad, zleva přibírá krátký přítok a stáčí se na západ. Z levé strany přibírá přítok ze severního svahu Vysoké (754,3 m n. m.), pak zprava z jihozápadního úpatí Velkého Petrklína (586,6 m n. m.) a další krátký levostranný přítok u myslivny Baďura. Dále pokračuje na severozápad, vstupuje do Borské nížiny, do podcelku Podmalokarpatská sníženina, teče podél samoty Olšákov, zleva přibírá přítok (217,4 m n. m.) od Vinohradů (272,7 m n. m.) a protéká obcí Rohožník. Na jejím okraji se v nadmořské výšce přibližně 194 m n. m. vlévá do Rudavky.